# Det blaa Vidunder
|  | Denne artikel er oprettet af botten Steenthbot ud fra en ekstern database. Den kan derfor have sproglige fejl eller mangler. Denne skabelon kan fjernes efter kontrol af indholdet. |

Det blaa Vidunder er en dansk kortfilm fra 1915 instrueret af Lau Lauritzen Sr. og efter manuskript af Edmund Pöhn.

## Medvirkende
- Bertel Krause, Grosserer Sørensen
- Mathilde Felumb Friis, Fru Sørensen
- Franz Skondrup, Stephan
- Carl Schenstrøm, Gustav Kick